# Адамівка (Білгород-Дністровський район)
Ада́мівка — село Шабівської сільської громади в Білгород-Дністровському районі Одеської області, Україна. Населення становить 439 осіб.

## Населення
Згідно з переписом 1989 року населення села становило 381 особа, з яких 184 чоловіки та 197 жінок.
За переписом населення 2001 року в селі мешкало 436 осіб.

### Мова
Розподіл населення за рідною мовою за даними перепису 2001 року:
| Мова       | Відсоток |
| ---------- | -------- |
| українська | 90,43 %  |
| російська  | 7,29 %   |
| болгарська | 0,91 %   |
| молдовська | 0,91 %   |

## Відомі люди
- Катющева Катерина Євгенівна (1987—2020) — українська легкоатлетка.

## Галерея
|                                 |
| Шевченкові дні в Адамівці, 2001 |

|  |
|  |

|  |
|  |

|  |
|  |

|  |
|  |